# Ağstafa
Ağstafa – miasto w północno-zachodnim Azerbejdżanie, stolica rejonu Ağstafa. W 2010 roku liczyło około 20 tys. mieszkańców.